# Forte de Muturu
O Forte de Muturu localizava-se na margem direita do rio Amazonas, no interior do atual estado do Pará, no Brasil.

## História
GARRIDO (1940) atribuiu este forte a forças neerlandesas. Foi conquistado por forças portuguesas sob o comando de Luiz Aranha de Vasconcelos e do Capitão-mor do Pará, Bento Maciel Parente, em 1623, e arrasado na ocasião (op. cit., p. 22).
OLIVEIRA (1968) refere que Jarnhacen, que parece ser corroborado por Rodolfo Garcia, menciona o forte de Muturu como sendo o mesmo de Orange, colocando-o à margem do rio Xingú. (op. cit., p. 738).
DONATO (1996) refere que era chamado de Orange pelos seus construtores, indica a data da batalha como 30 de maio de 1623, e esclarece que a posição foi tomada pelas forças portuguesas ao fim de duas horas de combate.